# Michaela Freiová
Michaela Freiová (* 19. září 1942 Praha) je česká katolická publicistka a politička, po sametové revoluci československá poslankyně Sněmovny národů Federálního shromáždění za KDS.

## Biografie
Za komunistické vlády nemohla studovat. Byla aktivní v katolické opozici, podílela se na vydávání katolických samizdatových publikací. Vysokou školu absolvovala až po roce 1989. Jejím manželem byl publicista Václav Frei. Je dcerou Josefa Myslivce, matkou tří dětí. Byla členkou Občanského institutu. Od r. 2002 působila jako šéfredaktorka serveru Res Claritatis a jeho týdeníku RC Monitor. Zaměřovala se na rodinnou politiku a obhajobu konzervativních hodnot. Působila také jako překladatelka z angličtiny a němčiny. V roce 2005 odešla do důchodu.
Angažovala se i v politice. Počátkem 90. let byla zmocněnkyní pro uprchlíky při federální vládě ČSFR. Ve volbách roku 1992 byla zvolena za KDS, respektive za koalici ODS-KDS, do Federálního shromáždění – české části Sněmovny národů (volební obvod Praha), kde setrvala do zániku Československa a Federálního shromáždění v prosinci 1992.

## Dílo

### Vlastní
- Domácí škola: Americká zkušenost
- Euthanasie mezi námi
- Globalizace a náboženství
- Izraelsko-arabský konflikt ve světových médiích (spolu s Romanem Jochem)
- Křesťanství, ateismus a politický život
- Náboženství a politika: předvolební úvahy
- O rodině v českém Parlamentu
- Uprchlická otázka a my
- Východiska rodinné politiky
- Ženské úvahy o feminismu

### Překlady
- Robert P. George: Co je to právo? Sto let jedné diskuse (přeložila s Jaromírem Žegklitzem)
- Thomas Woods: Jak katolická církev budovala západní civilizaci (přeložila s Václavem Freiem)
- David Pryce-Jones: Korupce světem vládne
- Barbara Hug: Státní zásahy do rodinného života
- Whittaker Chambers: Svědek
- Allan C. Carlson: Švédsko a debakl evropské rodinné politiky
- Jean Bethke Elshtain: Týrání a zneužívání dětí jako politická konstrukce na pozadí krize rodiny
- Henri J. M. Nouwen: Život milovaných dětí: Duchovní život v sekulárním světě